# Hongjiang
Hongjiang (洪江 ; pinyin : Hóngjiāng) est une ville de la province du Hunan en Chine. C'est une ville-district placée sous la juridiction de la ville-préfecture de Huaihua.

## Démographie
La population du district était de 501 563 habitants en 1999.